# 이형석 (2000년)
이형석(2000년 9월 9일 ~ )은 대한민국의 아역 배우 출신, 대한민국의 배우이다.

## 생애
- 2008년 영화 흑심모녀[1]와 MBC 드라마 《대한민국 변호사》로 데뷔하였다. 2010년 사극 MBC 드라마 《동이》[2]에 출연하였다.

## 학력
- 남평초등학교 졸업
- 남성중학교 졸업
- 청주대성고등학교 졸업
- 한국외국어대학교 국제금융학과 재학

## 출연 작품

### 드라마, 영화
| 날짜            | 방송사/영화  | 제목                               | 역할                    | 비고      |
| --------------- | ------------ | ---------------------------------- | ----------------------- | --------- |
| 2008년          | MBC          | 대한민국 변호사                    | 오국 역                 |           |
| 2008년          | 영화         | 흑심모녀                           | 구경꾼 아이 역          |           |
| 2009년          | MBC 드라마넷 | 하자전담반 제로                    |                         |           |
| 2009년          | MBC          | 살맛 납니다                        | 구어진 역               |           |
| 2010년          | MBC          | 동이                               | 어린 연잉군 역          |           |
| 2010년          | MBC          | 볼수록 애교만점                    | 길거리 꼬마 아이 역     | 특별 출연 |
| 2011년          | 영화         | 마마                               | 원재 역                 |           |
| 2011년          | 영화         | 기생령                             | 빈 역                   |           |
| 2011년          | 영화         | 퍼펙트 게임                        | 철구 역                 |           |
| 2011년          | EBS          | TV로 보는 원작동화 - 나는 뻐꾸기다 | 동재 역                 |           |
| 2011년 ~ 2012년 | MBC          | 애정만만세                         | 직업체험 하러온 아이 역 |           |
| 2012년          | 영화         | 점박이: 한반도의 공룡 3D           | 어린 점박이             | 목소리 역 |
| 2012년          | MBC          | 닥터 진                            | 어린 고종 역            |           |
| 2013년          | JTBC         | 맏이                               | 어린 종복 역            |           |
| 2015년          | MBC EVERY1   | 웹툰히어로 툰드라쇼                | 김광민 역               |           |
| 2018년          | tvN          | 드라마 스테이지 - 문집             |                         |           |
| 2018년          | KBS2         | 옥란면옥                           | 어린 달재 역            |           |

### 뮤지컬
- 2009년 미스사이드공  ·  형제는 용감했다
- 2010년 모차르트  ·  스노우맨
- 2012~13년 레미제라블

## 수상
| 연도   | 수상내용                                             |
| ------ | ---------------------------------------------------- |
| 2009년 | - MBC 연기대상 남자 특별상 아역상                    |
| 2010년 | - MBC 연기대상 남자 특별상 아역상- (MBC 드라마 동이) |

## CF
- 2010년 서울우유[6]
- 2012년 오레오